# Archaeopithecidae
Archaeopithecidae – rodzina wymarłych ssaków należących do kopytnych. Zamieszkiwały Amerykę Południową w eocenie.

## Rodzaje
- †Acropithecus
- †Archaeopithecus